# Héctor Echeverri
Héctor Hernán Echeverri (1938. április 10. – 1988)  kolumbiai válogatott labdarúgó.

## Pályafutása

### Klubcsapatban
Pályafutása nagy részét az Independiente Medellín csapatánál töltötte. 

### A válogatottban
1957 és 1962 között 12 alkalommal szerepelt a kolumbiai válogatottban. Részt vett az 1962-es világbajnokságon.